# Kamal
El Kamal  és una eina per determinar la latitud dins l'entorn de la navegació celeste. El Kamal  va ser utilitzat per primera vegada pels àrabs i xinesos a l'edat d'or de la seva civilització i posteriorment també al xviii i segle xix. Alguns estudiosos creuen que el Kamal  l'havien fet servir a l'antiga Índia els mariners en les seves naus mercants al llarg de les rutes entre l'Orient próxim, l'Orient Mitjà i el sud-est de l'Índia i així va ser transmès als navegants àrabs.
El fet que, en la pràctica, el Kamal  només era útil per a mesurar l'altura de l'Estrella polar en latituds equatorials, explicaría el motiu de la seva gairebé absència total a Europa, on necessàriament es van utilitzar altres eines, també derivades principalment, del món àrab-islàmic. No obstant això va ser introduït amb èxit per Vasco da Gama a Portugal, fins al punt d'esser utilitzat pel navegant Pedro Álvares Cabral en els seus viatges per l'Atlàntic. Era conegut amb el nom de Tábua-de-l'Índia.